# Teen Beach Movie
Teen Beach Movie er en amerikansk tv-film i serien Disney Channel Original Movies, der havde premiere 19. juli 2013 på Disney Channel. Filmen blev optaget i Puerto Rico. Maia Mitchell og Ross Lynch spiller de to hovedroller.

## Handling
Brady (Ross Lynch) og hans kæreste Mack (Maia Mitchell) (forkortelse for McKenzie) elsker at surfe, men da Macks tante kommer og fortæller at Mack næste dag skal starte på en pigeskole ramler Bradys verden sammen. Den dag Mack skal rejse, beslutter hun sig for at surfe en sidste gang, men pga. en magisk bøjle ender Mack og Brady i filmen Wet Side Story hvor Brady ikke kan lade være med at synge med på de 2 første sange "Surf, surf crazy" og "Crusing for a brusing" fordi han elsker Wet Side Story. Alt er næsten kun fryd og gammen, men det ændre sig hurtigt til en kamp mod tiden da Mack og Brady begynder at blive opslugt af filmen i bogstavelig forstand. Men tiden i Wet Side Story får Mack til at blive hos Brady. Filmen ender med at nogle af de vigtige figurer fra Wet Side Story ender i vores verden.